# Les Aventures de Tom Sawyer (bande dessinée)
Pour les articles homonymes, voir Les Aventures de Tom Sawyer (homonymie).
Les Aventures de Tom Sawyer est une série de bande dessinée, adaptée du roman éponyme de Mark Twain.
- Scénario : Jean-David Morvan, Frédérique Voulyzé
- Dessins et couleurs : Séverine Lefebvre

## Albums
- Tome 1 (2007)
- Tome 2 (2008)
- Tome 3 (2009)

## Publication

### Éditeur
- Delcourt (collection Ex-Libris).